# Marele val de la Kanagawa
Marele val de la Kanagawa (神奈川沖浪裏 Kanagawa-oki nami ura, „Sub un val în largul Kanagawa”), cunoscut și sub numele de Marele Val sau pur și simplu Valul, este o xilogravură creată prin tehnica blocurilor de lemn de artistul ukiyo-e japonez Hokusai. Imaginea a fost publicată între 1829 și 1833, la sfârșitul perioadei Edo ca prima imagine din seria Treizeci și șase de imagini ale Muntelui Fuji. Este cea mai faimoasă operă creată de Hokusai și una dintre cele mai cunoscute opere de artă japoneză din lume.
Imaginea prezintă un val enorm care pune în pericol bărcile de pe coasta orașului Kanagawa (astăzi orașul Yokohama, Prefectura Kanagawa). Deși uneori s-a presupus că este un tsunami, este mult mai probabil ca valul să fie un val seismic de dimensiune mare. Ca în multe dintre imaginile din serie, este ilustrată zona din jurul Muntelui Fuji într-un moment specific, iar muntele apare în fundal.
Imprimări originale ale tiparului există în multe colecții de Occident, printre care la Muzeul Metropolitan de Artă, British Museum, Institutul de Artă din Chicago, Los Angeles County Museum of Art, Galeria Națională Victoria din Melbourne și în casa lui Claude Monet din Giverny, Franța.

## Hokusai

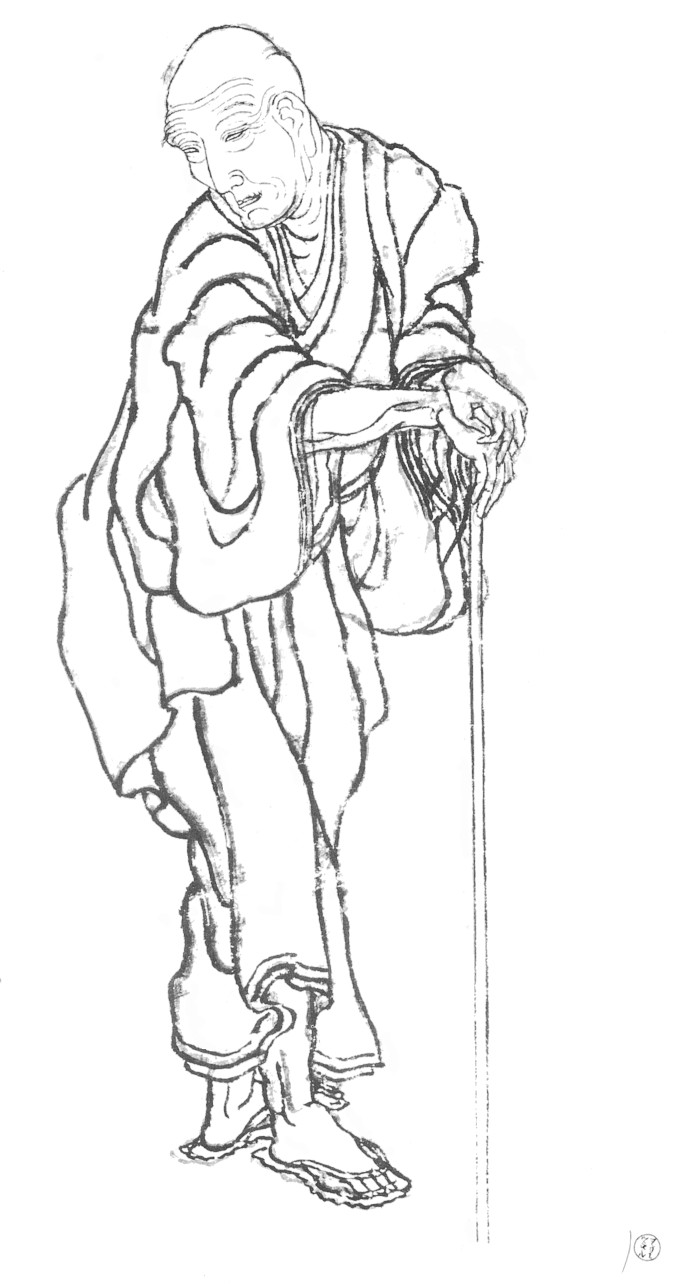
Hokusai, auto-portret din 1839

Hokusai a început să picteze la vârsta de șase ani. La doisprezece ani, tatăl său l-a trimis să lucreze la o librărie. La șaisprezece ani, a devenit ucenic ca gravor și a petrecut trei ani învățând meșteșugul. La acel timp, el a început să producă propriile sale ilustrații. La optsprezece ani, a fost acceptat ca ucenic al lui Katsukawa Shunshō, unul dintre cei mai buni artiști ukiyo-e ai timpului.
În 1804 a devenit celebru ca artist atunci când, în timpul unui festival din Tokyo, a terminat o pictură de 240m² a unui călugăr budist pe nume Daruma. În 1814, a publicat primul dintre cele cincisprezece volume de schițe intitulat Manga. Seria Treizeci și șase de imagini ale Muntelui Fuji, din care Marele Val Mare face parte, a fost creată începând cu c. 1830.

## Precursori
Apropiate compozițional de Marele Val sunt două imagini ale lui Hokusai: Kanagawa-oki Honmoku nu zu (c. 1803) și Oshiokuri Hato Tsusen nu Zu, (c. 1805) Ambele lucrări au subiecte identice cu Marele Val: o barcă cu pânze și una cu vâsle. În ambele lucrări, subiecții sunt în mijlocul unei furtuni, sub un val mare care amenință să-i înghită. O analiză a diferențelor între cele două lucrări și Marele Val demonstrează dezvoltarea artistică și tehnică a lui Hokusai:
- În primele două imagini, valurile par să fie dense și uniforme, aproape de a fi solide. Rigiditatea și verticalitatea lor evocă forma unui munte acoperit de zăpadă, în timp ce în Marele Val valul iese în evidență pentru că este mai activ, dinamic și agresiv, ceea ce îl face periculos.
- Imaginile precedente sunt foarte marcate de perspectiva folosită în mod tradițional în pictura japoneză, în care observatorul vede scena de deasupra. În cazul Marelui Val, scena este înfățișată mai mult într-o perspectivă occidentală, dând senzația că valul se va sparge deasupra observatorului.
- În imaginile precursoare, linia orizontului este la mijloc, dar în Marele Val este atât de jos încât forțează observatorul să se concentreze pe centrul de acțiune.
- În primele două imagini, există o barcă pe creasta valului, ca și cum ar fi reușit deja să scape. Hokusai a eliminat acest element pentru Marele Val pentru că ea schimba dinamica curbei sau pentru a face imaginea mai dramatică.
- Primele două imagini au o compoziție neechilibrată, lipsită de consistență, dar Marele Val are doar două importante mase: valul în sine și punctul de fugă de sub val.
- Valul arată nivelul de control pe care Hokusai l-a atins. Imaginea, deși simplă în design, este rezultatul unui proces lung de reflecție metodică. Baza acestei metode a fost descrisă de Hokusai în 1812 în opera Lecții rapide de desen simplificat, în care explică faptul că fiecare obiect poate fi desenat folosind relația dintre cerc și pătrat.

## Imagine

### Descriere
Această imagine este un yoko-e, adică un peisaj produs la dimensiunea ōban de aproximativ 25 cm înălțime și de 37 cm lățime.
Compoziția cuprinde trei elemente principale: marea furtunoasă, trei bărci și un munte. Imaginea include și semnătura în colțul din stânga sus.

#### Muntele
Muntele, cu vârful acoperit de zăpadă, este Muntele Fuji, care în Japonia este considerat sacru și un simbol al identității naționale, precum și un simbol al frumuseții. Muntele Fuji este o figură importantă în multe reprezentări japoneze de locuri celebre (meisho-e), cum este cazul seriei de Treizeci și șase de imagini ale Muntelui Fuji, care începe cu scena de față.
Culoarea întunecată din jurul Muntelui Fuji pare să indice că scena are loc dimineața devreme, cu soarele răsărind din spatele observatorului, luminând vârful înzăpezit al muntelui. În timp ce norii cumulonimbus, de furtună, par să stea suspendați în cer între observator și Muntele Fuji, ploaia nu poate fi văzută nici în prim-plan, dar nici pe Muntele Fuji, care se pare complet senin.

#### Bărcile
În imagine sunt trei oshiokuri-bune, bărci rapide care sunt utilizate pentru transportul de pește viu din peninsulele Izu și Bōsō la piețele din golful Edo. După cum indică numele operei, bărcile se află în prefectura Kanagawa, cu Tokyo la nord, Muntele Fuji la nord-vest, golful Sagami la sud și golful Tokyo la est. Bărcile, orientate spre sud-est, se întorc în capitală.
În fiecare barcă se află opt vâslași, agățându-se de vâslele lor. În plus, în partea din față a fiecărei bărci mai sunt doi pasageri, ridicând la treizeci numărul total de figuri umane din imagine. Folosind bărcile ca punct de referință, se poate aproxima dimensiunea valului: oshiokuri-bune aveau de obicei între 12 și 15 metri lungime, și observând că Hokusai redus scara verticală cu 30%, valul trebuie să fi avut între 10 și 12 metri înălțime.

#### Marea și valurile
Marea domină compoziția ca un val înălțat pe cale să se spargă. În momentul surprins în această imagine, valul formează un cerc în jurul centrului, încadrând Muntele Fuji în fundal.
Creasta valului mare este reprezentată ca niște gheare, fapt ce crește impresia de pericol iminent cauzată observatorului. Valul mic, în schimb, are aceeași siluetă cu cea a Muntelui Fuji, ceea ce induce o stare mai liniștită, dar care este în schimbare prin apariția unor mici gheare.

#### Semnătura

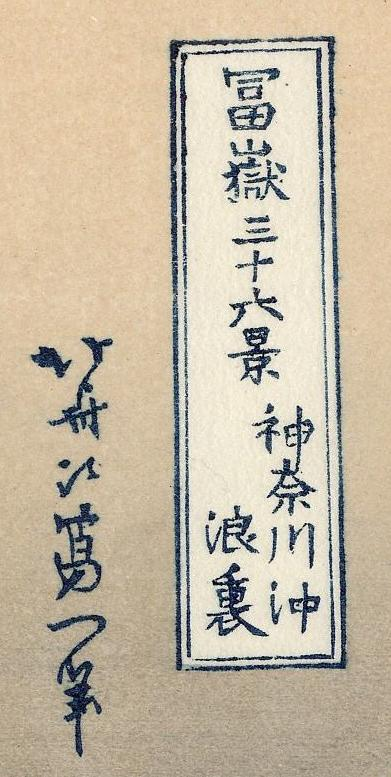
Semnătura lui Hokusai

Marele Val de la Kanagawa are două inscripții. Prima, într-un cartuș dreptunghiular în colțul din stânga sus este titlul seriei: „冨嶽三十六景/神奈川冲/浪裏” Fugaku Sanjūrokkei / Kanagawa oki / nami ura, care se traduce ca „Treizeci și șase de imagini ale Muntelui Fuji / În largul Kanagawa / Sub val”.
Cea de-a doua inscripție, la stânga cartușului, este semnătura artistului: 北斎改爲一筆 Hokusai aratame Iitsu hitsu, ("Din pensonul lui Hokusai, schimbându-și numele în Iitsu").
De-a lungul carierei sale, Hokusai folosit mai mult de 30 de nume diferite, întotdeauna începând unui nou ciclu de lucrări prin schimbarea numelui și permițând elevilor săi să folosească numele anterior.
În opera Treizeci și șase de imagini ale Muntelui Fuji a folosit patru semnături diferite, schimbându-l în funcție de faza de lucru: Hokusai aratame Iitsu hitsu, zen Hokusai Iitsu hitsu, Hokusai Iitsu hitsu și zen saki nu Hokusai Iitsu hitsu.

## Sensul citirii

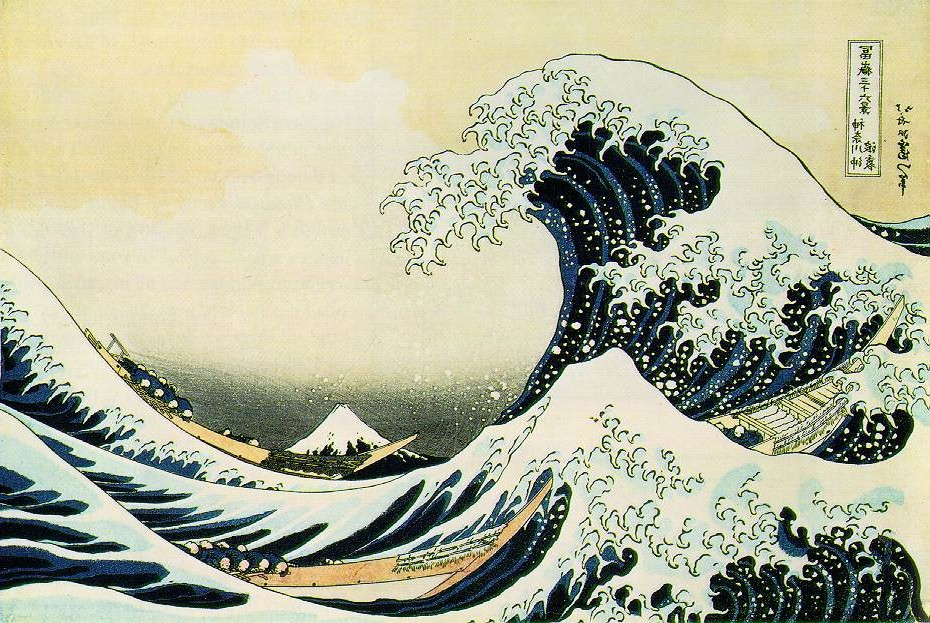
Imaginea inversată permite unui occidental să o perceapă la fel cum un japonez percepe imaginea originală.

Deoarece în cultura japoneză se citește de sus în jos și de la dreapta la stânga (spre deosebire de limbile europene, care se citesc de la stânga la dreapta), s-a susținut că prima impresie la vederea imaginii nu este aceeași pentru japonezi și europeni.
Pentru a crea un efect mai dramatic, Hokusai a desenat valul ca venind de la stânga spre dreapta, în sens invers față de cum citesc japonezii. Astfel, se creează un element surpriză în timpul citirii imaginii, în același stil cu emakimono.

## Stampe

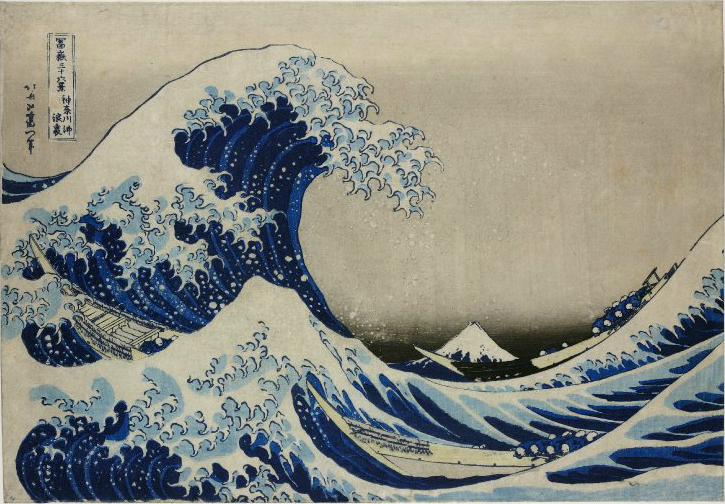
O stampă mai târzie a Marelui Val cu cerul mai întunecat caracteristic.
British Museum (1937,0710,0.147)

Având în vedere că seria a fost foarte populară atunci când a fost produsă, imprimarea a continuat până când blocurile de lemn au început să se deterioreze semnificativ. Este posibil că blocurile de lemn originale să fi tipărit în jur de 5.000 de exemplare.
Având în vedere că multe stampe au fost pierdute în războaie, cutremure, incendii și alte dezastre naturale, mai există puține stampe timpurii în care liniile de blocurilor de lemn erau încă bine definite la momentul imprimării. Stampele care mai există și reproducerile ulterioare variază considerabil din punct de vedere al calității și stării.
Stampele mai târzii prezintă de obicei un cer de o culoare gri mai închis și pot fi identificate printr-o întrerupere a liniei valului din spatele bărcii din dreapta.
Cel mai mare preț plătit pentru un Marele Val într-o vânzare publică este relativ scăzut, de numai 160.000 de dolari. Recordul la licitație a lui Hokusai este de aproape 1,5 milioane de dolari din 2012. Stampa deținută de British Museum a costat 130.000 de lire în 2008 și este expusă doar pentru șase luni la fiecare cinci ani, pentru a preveni decolorarea acesteia.

## Pe ecran
Imaginea este tratată în două serii documentare de artă:
- La Menace suspendue, Palettes de Alain Jaubert (Franța, 1999).
- The Great Wave, The Private Life of a Masterpiece (BBC, 2004). Detaliază fascinația pentru această operă în Orient și Occident, influența sa și perspectiva artistului în diferite domenii, dovedită prin imagine.[25]